# Etnisch profileren
Etnisch profileren is volgens de definitie van de Nederlandse politie en Amnesty International het gebruik maken van criteria als huidskleur, nationaliteit, etniciteit, taal of geloof bij opsporing of handhaving, terwijl dat niet objectief te rechtvaardigen is.
Er bestaat een onderscheid tussen geaccepteerd en gelegitimeerd profileren en etnisch profileren. Bij gelegitimeerd profileren wordt geprobeerd personen te identificeren waarbij het aannemelijk is dat die mogelijk een strafbaar feit zouden plegen op basis van objectieve indicatoren. Bij etnisch profileren wordt aan de hand van iemands ras, etniciteit, nationaliteit, cultuur of godsdienst het risico op het plegen van een strafbaar feit bepaald.

## Achtergrond
In Nederland werd criminaliteit eerst vooral beschouwd als een bedreiging van de persoonlijke vrijheid. Na de millenniumwisseling werd criminaliteit meer gezien als een bedreiging van de tolerante Nederlandse samenleving als geheel. Gebeurtenissen als de aanslagen op New York in 2001 (9/11) en de moorden op Pim Fortuyn (2002) en Theo van Gogh (2004) hebben bijgedragen aan de veranderde opvatting over migratie, criminaliteit en veiligheid en het generaliserend in verband brengen van etnische minderheden met bepaalde vormen van criminaliteit. De toenemende vraag naar een veilige samenleving heeft zich vertaald naar een grotere roep om efficiëntie in het strafrecht. Dit is gepaard gegaan met toenemende bevoegdheden van de overheid ter bestrijding en voorkoming van misdaad om de maatschappelijke veiligheid te bevorderen. In de praktijk levert dit een belangenconflict op tussen enerzijds efficiëntie en anderzijds aselectiviteit.

## Strafrechtelijke context

### Politie
Etnisch profileren bij de politie uit zich in de vorm van selectieve controles en opsporing. Politieambtenaren moeten vaak in een kort tijdsbestek een beslissing nemen op basis van onvolledige informatie. Dit is vooral het geval bij het gebruik van preventieve controlebevoegdheden waarbij het redelijk vermoeden van schuld ontbreekt. De politie moet dan op zoek naar een persoon met bepaalde kenmerken of gedragingen met bepaalde kenmerken die aanleiding geven voor een vergoot risico op criminaliteit, geweld of dreiging. Naast training en ervaring wijst onderzoek uit dat ook de politiek en media een rol spelen in dit classificatieproces. Etnisch profileren door de politie kan voortkomen uit stereotyperingen die kunnen ontstaan door ervaringen met gedragingen van mensen met een bepaalde etnische achtergrond of door overschatting van negatieve gedragingen in een bepaalde etnische groepering.

### Openbaar ministerie
Uit een studie blijkt dat er aanwijzingen zijn dat het Openbaar ministerie bij het nemen van vervolgingsbeslissingen etnische vooroordelen heeft.

### Rechterlijke macht
Binnen de rechterlijke macht in Nederland is sprake van selectieve straftoemeting blijkt uit onderzoek. Indien rechters onder tijdsdruk en op basis van onvolledige informatie beslissingen moeten nemen inzake de straftoemeting dan maken zij eerder gebruik van handvatten die gebaseerd kunnen zijn op stereotypen die gekoppeld worden aan persoonlijke niet-juridische kenmerken van de persoon van de verdachte als ras, etniciteit, nationaliteit, cultuur of godsdienst.

### Politie
De politie keurt etnisch profileren af. Intern probeert de politie etnisch profileren tegen te gaan door trainingen over proactief controleren en polarisatie. Ook wordt er in de politieopleiding aandacht besteedt aan diversiteit en discriminatie. Burgers kunnen via de Politieapp, politie.nl of schriftelijk bij de politie een klacht indienen over etnisch profileren. In 2017 zijn er 46 klachten over etnisch profileren binnengekomen bij de politie. In 2018 ontving de politie 43 klachten over etnisch profileren. Indien blijkt dat het gaat om bewust etnisch profileren is er sprake van discriminatie en kan er een disciplinaire straf worden opgelegd. Deze disciplinaire straf loopt uiteen van een berisping tot een onvoorwaardelijk ontslag.

## Juridisch

### Nederlandse wetgeving
Artikel 1 van de Nederlandse Grondwet beschrijft het discriminatieverbod. Dit verbod is op internationaal niveau vastgelegd in artikel 14 van het Europees Verdrag voor de Rechten van de Mens (EVRM). Etnisch profileren is door dit discriminatieverbod verboden.
Het wetsvoorstel: Verruiming fouilleerbevoegdheden, is aangenomen in 2014. Dit heeft de mogelijkheid tot preventief fouilleren verruimd in de Gemeentewet, de Wet Wapens en Munitie en de Politiewet 2012. Bij preventief fouilleren komt de eis van een redelijk vermoeden van schuld te vervallen. Dit was hiervoor alleen mogelijk op vliegvelden op basis van de Wet Wapens en Munitie. Dit wetsvoorstel geeft uitdrukking aan de verruiming van de bevoegdheden van de overheid ten behoeve van de maatschappelijke veiligheid.
Het wetsvoorstel: Wet op de uitgebreide identificatieplicht, is aangenomen in 2004. Door dit voorstel mogen de politie, buitengewoon opsporingsambtenaren en toezichthouders binnen de uitoefening van hun taak, burgers staande houden en inzage in het identiteitsbewijs vragen. Dit wetsvoorstel geeft uitdrukking aan de verruiming van de bevoegdheden van de overheid ten behoeve van de maatschappelijke veiligheid.

### Belgische wetgeving
De Wet op het Politieambt vereist dat een politie-agent een "redelijke grond" heeft om te kunnen controleren. Dit is moeilijk om in de praktijk na te gaan.

### Rechtszaken
Het Sfeercumulatie-arrest (HR 1 november 2016: NJ 2017/84) is een arrest van de Nederlandse Hoge Raad. Hierin werd gesteld dat de selectie van voertuigen voor een verkeerscontrole niet uitsluitend of in overwegende mate gebaseerd mag zijn op etnische of religieuze kenmerken van de bestuurder of andere inzittenden van dat voertuig. 
 (3.7) ... de politie bij de uitoefening van voornoemde controle bevoegdheden de te controleren persoon of personen heeft geselecteerd op een wijze die onverenigbaar is met het uitgangspunt dat personen niet worden gediscrimineerd wegens onder meer hun ras of hun godsdienst of hun levensovertuiging. 

## Kritiek
Er is kritiek dat er een te grote discretionaire ruimte bestaat in de wet voor het gebruik van bevoegdheden door de politie. Bij preventief fouilleren is de politie bijvoorbeeld genoodzaakt keuzes te maken wie er wel en niet gefouilleerd wordt aangezien de politie een beperkte capaciteit heeft. De politie kan niet aselectief gebruik maken van haar bevoegdheden.
Grote groepen burgers worden onnodig vaak lastiggevallen omdat de indicatoren: ras, etniciteit, nationaliteit, cultuur of godsdienst, te ruime profielen zijn.
Door etnisch profileren worden etnische stereotyperingen versterkt. Dit kan leiden tot vervreemding en polarisering van de samenleving.